# Sydney Cricket Ground
Sydney Cricket Ground – stadion krykietowy w Sydney, wykorzystywany także do meczów futbolu australijskiego i rugby. Rozgrywają tu swoje mecze drużyny krykietowe Australii i Nowej Południowej Walii oraz futboliści Sydney Swans. Wybudowany w 1848 roku stadion posiada obecnie 47 tys. miejsc. 
Pierwszym krykietowym meczem testowym na SCG było spotkanie Australia - Anglia, rozegrane 21 lutego 1882, który gospodarze wygrali 5 wicketami. 
Rekord frekwencji padł podczas meczu rugby league St. George Dragons - South Sydney Rabbitohs, który obejrzało 78 056 widzów, a stało się to 18 września 1965 roku. Rekord krykietowy - 58 446 widzów - padł 15 grudnia 1928 podczas testu Australia - Anglia.
Na obiekcie odbywały się także koncerty, m.in. Michaela Jacksona i Madonny.